# 1-й гвардійський танковий корпус (СРСР)
1-й гвардійський танковий Донський ордена Леніна, Червонопрапорний, ордена Суворова корпус — оперативно-тактичне військове об'єднання Червоної армії, що існувало у період Другої світової війни у 1942—1945 роках. У 1945 корпус було переформовано на 1-шу гвардійську танкову дивізію.

## Бойовий шлях
1-й гвардійський танковий корпус був перетворений наказом № 380 від 8 грудня 1942 року з 26-го танкового корпусу.

## Склад
- Управління корпусу;
- 15-та гвардійська танкова бригада;
- 16-та гвардійська танкова бригада;
- 17-та гвардійська танкова бригада;
- 1-ша гвардійська мотострілецька бригада;
- Корпусні частини:
  - 422-й окремий батальйон зв'язку (з 11.06.1943);
  - 121-й окремий саперний батальйон (З 11.06.1943);
  - 207-ма окрема рота хімічного захисту (з 19.07.1943);
  - 26-та окрема гвардійська автотранспортна рота підвозу ПММ;
  - 146-та рухома ремонтна база;
  - 174-та польова танкоремонтна база;
  - 5-та авіаційна ланка зв'язку (з 11.06.1943);
  - 38-й польовий автохлібозавод (з 11.06.1943);
  - 1922-га польова каса Держбанку (з 06.01.1944);
  - 2139-та військова поштова станція.

## Командування
- генерал-майор т/в Родін Олексій Григорович (з 8 грудня 1942 року по 5 лютого 1943 року);
- генерал-майор т/в Кукушкін Олександр Васильович (з 6 лютого по 25 квітня 1943 року);
- генерал-майор т/в, генерал-лейтенант т/в Панов Михайло Федорович (з 28 квітня 1943 року до кінця війни).

## Нагороди і почесні звання
- Донський (Наказ НКО № 42 від 27.01.1943).
- Орден Леніна (Указ Президії ВР СРСР від 19.02.1945) — за оволодіння м. Плонськ.
- Орден Червоного Прапора (Указ Президії ВР СРСР від 18.11.1943) — за зразкове виконання бойових завдань командування на фронті боротьби з німецькими загарбниками та виявлені при цьому мужність і звитягу.
- Орден Суворова 2-го ступеня (Указ Президії ВР СРСР від 15.01.1944) — за оволодіння м. Калинковичі.

## Герої корпусу
1. Бухтуєв Михайло Артемович — сержант, механік-водій 15-ї гвардійської танкової бригади (Указ ПВР СРСР від 22 серпня 1944, посмертно).
2. Жовтобрюх Йосип Трохимович — лейтенант, командир роти 1-ї гвардійської мотострілецької бригади (Указ ПВР СРСР від 24 березня 1945).
3. Іванов Георгій Федорович — майор, командир батальйону 1-ї гвардійської мотострілецької бригади (Указ ПВР СРСР від 24 березня 1945).
4. Кобяков Іван Григорович — майор, командир батальйону 1-ї гвардійської мотострілецької бригади (Указ ПВР СРСР від 22 серпня 1944).
5. Комаров Дмитро Євлампійович — лейтенант, командир танку 15-ї гвардійської танкової бригади (Указ ПВР СРСР від 26 вересня 1944, посмертно).
6. Наумов Кіндрат Іванович — капітан, командир танкового батальйону (Указ ПВР СРСР від 22 серпня 1944).
7. Павлов Тимофій Іванович — капітан, заступник командира батальйону 1-ї гвардійської мотострілецької бригади (Указ ПВР СРСР від 24 березня 1945).
8. Панов Михайло Федорович — генерал-лейтенант танкових військ, командир 1-го гвардійського танкового корпусу (Указ ПВР СРСР від 29 травня 1945).
9. Сімаков Федір Федорович — молодший лейтенант, командир танкового взводу 17-ї гвардійської танкової бригади (Указ ПВР СРСР від 24 березня 1945).
10. Сухомлин Іван Михайлович — лейтенант, командир танкової роти (Указ ПВР СРСР від 22 серпня 1944).
11. Цирубін Дмитро Малахович — майор, командир танкового батальйону 15-ї гвардійської танкової бригади (Указ ПВР СРСР від 24 березня 1945).
12. Шульгін Борис Володимирович — полковник, командир 17-ї гвардійської танкової бригади (Указ ПВР СРСР від 6 квітня 1945).
13. Юбкін Василь Павлович — молодший лейтенант, командир танка 17-ї гвардійської танкової бригади (Указ ПВР СРСР від 24 березня 1945).